# (305) Gordonia
(305) Gordonia – planetoida z pasa głównego asteroid okrążająca Słońce w ciągu 5 lat i 173 dni w średniej odległości 3,1 j.a. Została odkryta 16 lutego 1891 w Observatoire de Nice w Nicei przez Auguste Charloisa. Planetoida została nazwana na cześć Jamesa Gordona Bennetta, entuzjasty sportu.